# Hendrick van Doerne (15e eeuw)

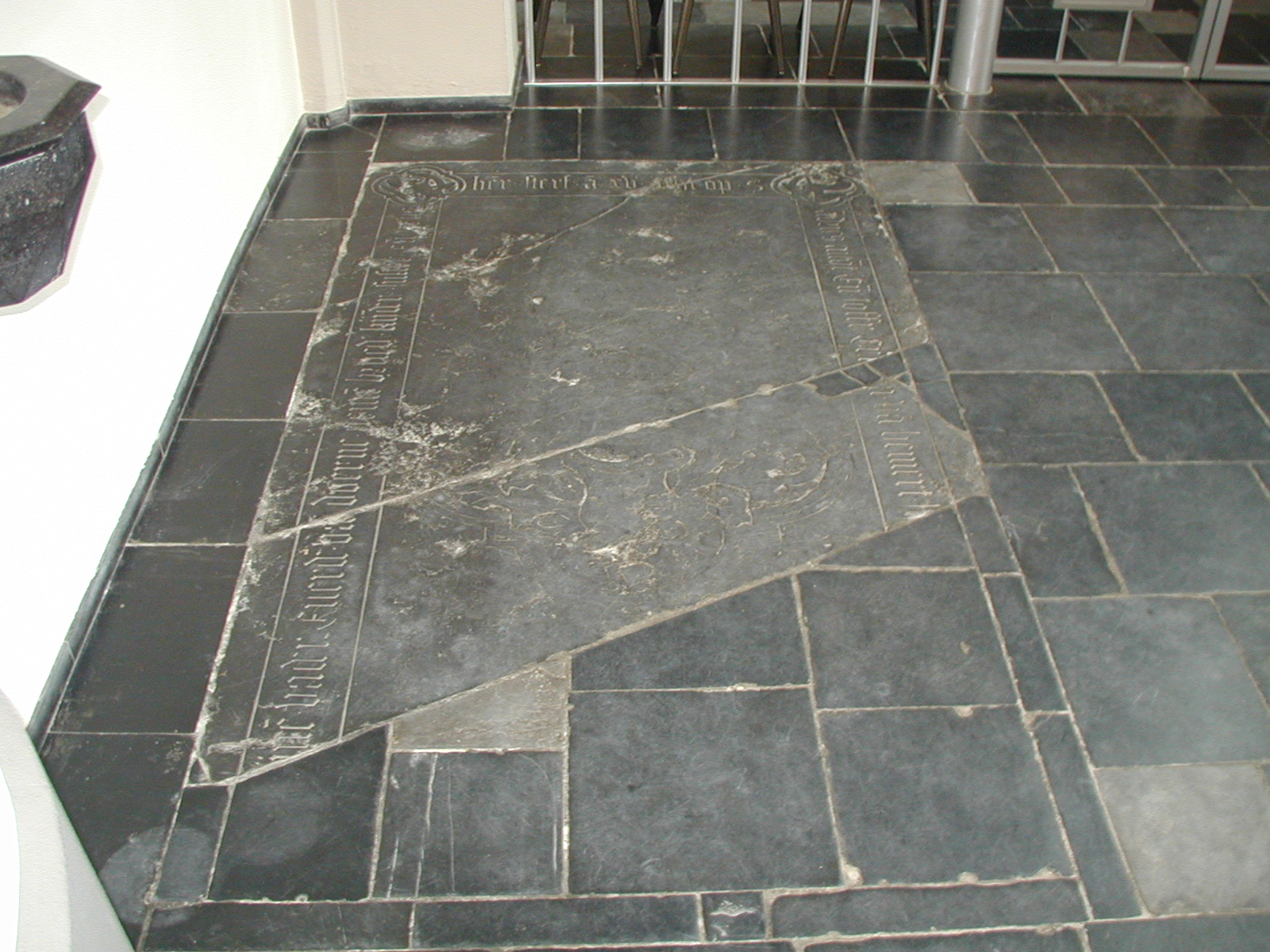
De grafsteen van Hendrick van Doerne en zijn familie, tegenwoordig in de noordelijke zijtoren van de St. Willibrorduskerk, januari 2004.

Hendrick van Doerne (circa 1435 - 29 november 1508) was een edelman uit het geslacht Van Doerne.
Van Doerne werd geboren als oudste zoon van Everard van Doerne, kwartierschout van Peelland, en Margaretha van Amersoijen. Hij werd kastelein en rentmeester van Empel en Meerwijk, een functie die hij tussen 1471 en 1489 uitoefende. Hij bewoonde in die tijd vermoedelijk het toenmalige kasteel van Meerwijk. Mogelijk was hij in 1474 ook rentmeester van de graaf van Megen.
Tevens was hij vermoedelijk ambtman tussen Maas en Waal. In de stamplaats van zijn familie, Deurne, vervulde hij geen ambt. Wel bezat hij er als opvolger van zijn vader het Groot Kasteel. In het tegenovergelegen Klein Kasteel resideerde destijds de heer van Deurne, gedurende Hendricks leven geleverd door de geslachten De Mol en Taije. Op het Groot Kasteel woonde destijds dus een (lokaal) ambteloos edelman.
Na zijn dood werd Hendrick bij zijn echtgenote, vader en verdere familie begraven in de familiegrafkelder in de Sint-Willibrorduskerk. Als sluitsteen van de kelder werd een grafsteen vervaardigd, die tegenwoordig nog (elders) in de kerk bewaard is gebleven.
Hendrick van Doerne was gehuwd met Christina van Hemert (ca 1440 - 1499). Naast zijn erfopvolger Everard had hij nog zeker één zoon en twee dochters.